# Vetenskapliga studier av förbön
Vetenskapliga försök att mäta effekten av förbön, ofta i medicinsk miljö, har genomförts i ett flertal kliniska studier allt sedan Francis Galton behandlade ämnet 1872. Vissa studier har påvisat gynnsam effekt, medan andra har konstaterat avsaknad av effekt. Religiösa och filosofiska invändningar har framförts att ämnet skulle vara utanför vad som är möjligt att studera med vetenskapliga metoder, se demarkationsproblemet. Bön är det mest utbredda komplementet till vanliga läkemedel, långt vanligare än akupunktur, örter, vitaminer och andra alternativa behandlingsformer.
Antalet noggrant kontrollerade kliniska studier av bönens effekt är relativt få. Vetenskapliga och religiösa uppfattningar om bönens effektivitet har ännu inte konvergerat mot konsensus, och kontroverser präglar området. Medicinska studier visar motsägelsefulla resultat och flera studier kritiseras för kvalitetsbrister, exempelvis sammanblandad effekt av faktorer. 
Religiösa företrädare har argumenterat emot möjligheten att mäta bönens effekt i kontrollerade experiment, eftersom förbönen då blir mekanisk, manusföljd och inte äkta istället för att baseras på vägledning från den Helige Ande, eftersom Gud inte kan "tvingas" eller "prövas", och eftersom förbön måste föregås av självreflektion. 
Neil C. Abbot, vid medicinska institutionen på universitetet i Dundee skrev år 2000 följande i sin systematiska utvärdering av healing som terapi mot mänsklig sjukdom: 
"Ingen definitiv slutsats om effektiviteten eller ineffektiviteten av healing kan dras".
Studier som har genomförts i medicinsk miljö har använt olika strukturella metoder och uppmätt såväl "hårda" data (såsom blodtrycksvariationer) och "mjuka" data (ångestnivå och antal läkarbesök). Studierna syftar till att uppmäta eventuella effekter på första person (där förbönens förmånstagare själv genomför bönen), andra person (där någon med en personlig kontakt med förmånstagaren genomför bönen) och tredje person (där en grupp okända personer ber för förmånstagaren).
Generellt är studier av samband mellan religiositet och hälsa ett litet men växande område, där omkring 5 miljoner dollar årligen spenderas globalt (2008). Kritiker beskriver området som modern skenvetenskap som infekterar vetenskap med religiös tro. Försvarare av bönestudier menar att all kunskap är nyttig och att det är dogmatisk naturalism att anta att bön saknar effekt utan att undersöka saken.

## Första person - bön för sig själv
En studie som publicerades 2008 bedömde relationen mellan gymnasieelevers mentala hälsa och hur ofta de bad, genom att mäta neuroticism och psykotisism enligt Hans Eysencks personlighetsmodell. För elever i såväl katolska som protestantiska skolor var högre bönfrekvens kopplad till bättre mental hälsa i avseendet lägre psykotisismvärden. Emellertid observerades bland studenter som deltog i katolska skolor att högre bönfrekvens också var kopplad till högre neuroticismvärden.
Bernardis studie 2001 i British Medical Journal drar slutsatsen att om hjärt- och kärlpatienter meditativt ber rosenkransbönen eller upprepar yogamantran med särskild frekvens, kan baroreflexkänsligheten öka signifikant.   
I en studie från 2001 där 1.421 presbyterianska präster tillfrågats via e-post, visade att deras självrapporterade bönfrekvens var högt korrelerad med deras uppskattning om sin egen hälsa och vitalitet.
Många accepterar att bön kan underlätta tillfrisknande, inte enbart på grund av eventuellt gudomligt inflytande men även till följd av psykologiska och fysiologiska fördelar med bön. Det har också påpekats att om en person vet om att han eller hon får förbön, såsom är fallet i första och andra personstudier, kan denna vetskap vara uppmuntrande och öka den mentala styrkan. (Se placeboeffekten.) Många studier hävdar att bön kan reducera fysiologisk stress, oavsett vilken gud eller vilka gudar en person ber till, och detta kan vara sant av många världsliga skäl. Enligt en studie av Centra State Hospital, kan de psykologiska effekterna av förbön reducera stress och ångest, ge framtidstro, och stärka viljan att överleva.

## Andra person - förbön av någon man känner
En faktor som kan ha betydelse för bönens effekt är huruvida man har personlig kontakt med den person man ber för. En studie från 2005 fann starka bevis för att healers kunde påverka MRI-mätbara hjärnaktivitet på avstånd hos en partner som var fysiskt och elektriskt isolerade.

## Tredje person - förbön av okända personer
Ett antal studier undersöker om patienter som får förbön på avstånd av okända personer tillfrisknar snabbare eller i högre grad, vanligen genom randomiserade dubbelblindtester. Inom i det medicinska området kan metaanalyser vara mer tillförlitliga än enstaka medicinska studier, som kan vara metodberoende och motsäga varandra. En metaanalys år 2000 som sammanställer resultatet av 23 studier omfattande totalt 2774 patienter fann att 13 studier visade statistiskt signifikanta positiva resultat, 9 visade ingen effekt, och 1 uppvisade negativt resultat.
Som exempel på en randomiserad klinisk studie med icke-positivt resultat kan nämnas den s.k. STEP-studien från 2006. Forskarna undersökte hur det gick för drygt 1 800 patienter som genomgick hjärtoperation av så kallad bypass-typ. Flera bönegrupper från katolska och spiritistiska sammanhang bad för en grupp patienter, men inte en för annan grupp. Alla dessa patienter visste att de deltog i försöket, men inte vilken grupp de ingick i. En tredje grupp patienter erhöll förböner med skillnaden att de visste om det. Förebedjarna gavs inte tillfälle att samtala med patienterna eller deras familjer. Den första månaden efter ingreppet visade sig bönerna inte spela någon roll för de patienter som inte visste om man bett för dem eller ej - här var komplikationer lika vanliga (51 procent för dem man inte bett för, 52 för de andra). Gruppen som visste att de varit föremål för bön hade emellertid en högre komplikationsfrekvens, 59 procent. Forskarna bakom studien tror att vetskapen om att man erhållit förböner kan ha lagt extra stress på patienterna i den tredje gruppen. Studien kritiserades för att blanda kristna förebedjare med förbön från den spiritistiska rörelsen Silent Unity.
Som exempel på randomiserade kliniska blindtester som gav positivt resultat var en retroaktiv fjärrförbönsstudie utförd i Israel av Leibovici år 2001. Denna studie använde 3393 patientjournal från 1990-96, och tilldelade blint några av dessa till en grupp av förebedjare. De patienter som fick förbön hade kortare sjukhusvistelse och kortare febervaraktighet.
En fältstudie i Moçambique som publicerades i tidskriften Southern Medical Journal 2010 visade dramatiska förbättringar hos vissa syn- och hörselnedsatta på ett sätt som saknar motsvarighet i studier av suggestion eller hypnos. Exempelvis förbättrades en kvinnas syn från 20/400 till 20/80. Studien fick kritik för att den inte var klinisk och för att den inte inkluderade en kontrollgrupp, något dess författare försvarade med att det var en pilotstudie enligt riktlinjer från National Institute for Healthcare Research.
Vissa forskare menar att man bör förhålla sig skeptisk till enstaka studier med denna typ av anmärkningsvärda resultat en tid tills resultaten granskats noggrant, för att upptäcka eventuella misstag och falsarier. Exempelvis fick en studie från 2001 från Columbia University stor uppmärksamhet i amerikansk media, men har senare ifrågasatts bl.a. eftersom en av medförfattarna i ett annat sammanhang har plagierat forskningsresultat. I ett svar på kritiken försöker emellertid en annan medförfattare tona ned den anklagade personens inflytande.
Den äldsta statistiska analys av effekterna av förbön för tredje person utfördes 1872 av Francis Galton, kanske som en form av satir såväl som experiment. Galton testade hypotesen att om bön var effektivt borde medlemmar av den kungliga brittiska familjen leva längre, emedan tusentals bad för deras välfärd varje söndag. Han jämförde därför livslängd i den brittiska kungliga familjen med befolkningens generella livslängd, men fann ingen skillnad. 
De flesta studier har ännu inte uppmätt nivån av tro hos den som får förbönen.

## Religiösa och filosofiska invändningar
Ur religiös och filosofisk synvinkel finns invändningar mot att överhuvudtaget uppmäta effekten av bön. Invändningar innefattar att bön skulle vara utanför vetenskapens domän, och inte vara möjligt att studera i kontrollerade, upprepningsbara experiment och med statistiska metoder. Man menar att religion handlar om påstådda unika övernaturliga händelser som inte följer naturlagar medan vetenskap endast kan studera lagbundna återkommande fenomen som kan kontrolleras i försöksuppställningar eller mätas i representativa statistiska stickprovsanalyser. Man ifrågasätter statistiska grundantaganden såsom att tusentals böner skulle skilja sig statistiskt från en bön. 
Den ateistiska filosofen Bertrand Russell betraktar religiös aktivitet såsom bön utanför räckvidden för vetenskaperna. Emellertid har ateisten Richard Dawkins motsatt uppfattning, eftersom han säger att "den föregivna kraften av förbön är, åtminstone i princip, nåbar för vetenskap".
Vissa religiösa företrädare har uppfattningen att bönens effekt inte kan eller bör testas, med hänvisning till 5 Mos 6:16 som säger "Du skall inte sätta Herren din Gud på prov".
Religiösa invändningar innefattar också påståendet att i det ögonblick bönen inkluderas i ett experiment är den inte längre en äkta bön, och Gud besvarar endast "hjärtats" bön. Sådana experiment skulle påvisa missförstånd av syftet med bön. 
I den ovan nämnda studien från 2006 publicerad i American Heart Journal klagade några av förebedjarna över bönernas manuskriptbetonade karaktär som de ålades att följa, och menade att det inte är det normala sättet de brukar be på. Innan studien inleddes berättade förebedjare att de i vanliga fall brukar få information om patientens ålder, kön och medicinska framsteg; de brukar samtala personligen med patientens familj; de brukar själva formulera olika böner för varje patient; de brukar be olika länge beroende på patientens eller familjens önskemål.
Bönestudiers metodologi har kritiserats för att vara hämtad från naturvetenskapen snarare än humaniora, då man kan förvänta sig att andeväsen som man försöker be till inte nödvändigtvis är lika mekaniskt förutsägbara som ett läkemedel. En vanlig invändning är också att bönestudier ofta involverar en kontrollgrupp som "inte får bön", något som är närmast omöjligt att garantera i religiösa länder som USA.